# Louis Poyet
Louis Poyet (Saint-Étienne, 2 agosto 1846 – Boulogne-Billancourt, 25 dicembre 1913) è stato un incisore e illustratore francese.

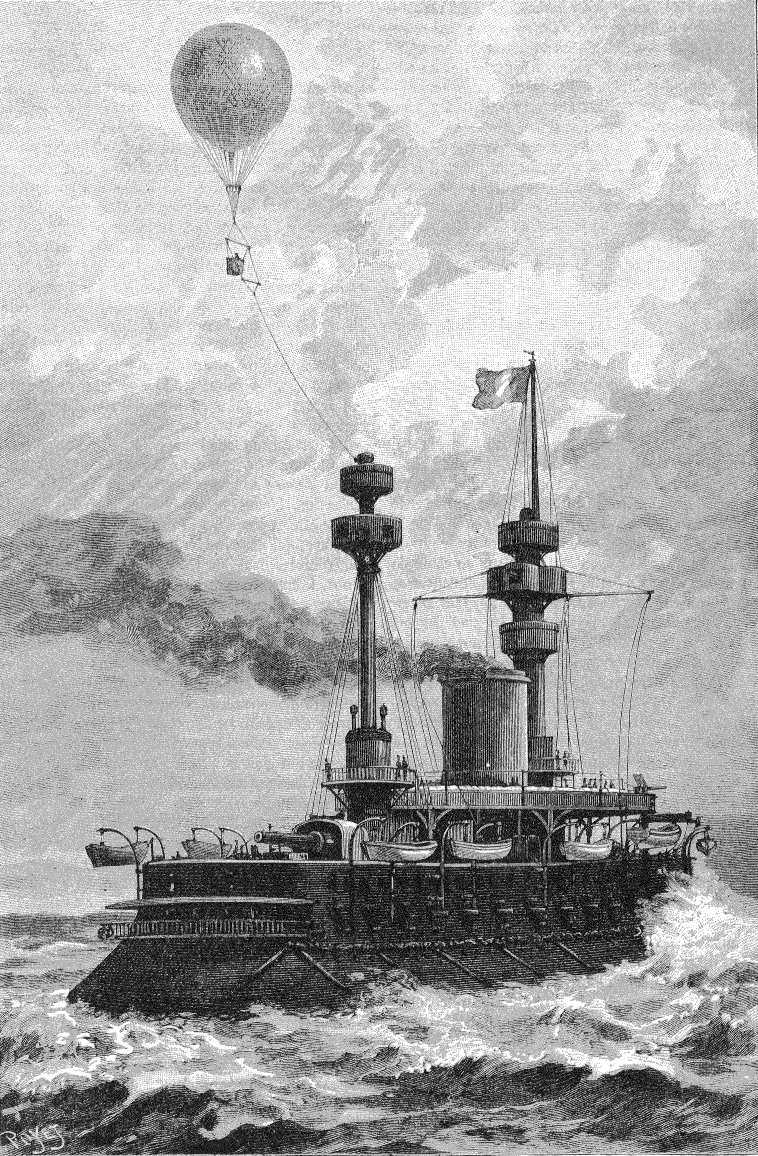
La corazzata francese Formidable testa un pallone frenato nel 1890

Noto divulgatore di scienza e tecnologia alla fine del XIX e all'inizio del XX secolo.

## Biografia
Louis Poyet si trasferì a Parigi, dove aprì un laboratorio di incisione e iniziò a lavorare nel 1877 per Gaston Tissandier come illustratore-incisore di vignette per la rivista La Nature. 
Fu illustratore del catalogo dell'Esposizione Mondiale di Parigi del 1889, per il quale, gli furono assegnate le medaglie d'oro e d'argento dell'esposizione.
Poyer ha realizzato nella sua carriera numerose incisioni che illustrano lo sviluppo della scienza e della tecnologia alla fine del XIX e all'inizio del XX secolo.

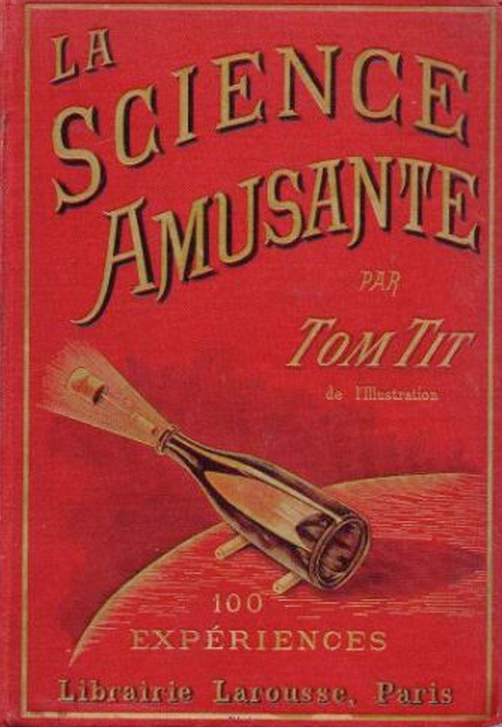
La Science amusante, 100 expériences, volume 1, edizione 1893

Collaborò insieme a Tom Tit (pseudonimo dell'ingegnere Arthur Good) alla sezione di scienza del settimanale L'Illustration: un primo volume fu pubblicato da Larousse con il titolo: La Science amusante, 100 expériences.